# Skweee
Le skweee est un genre musical originaire des pays nordiques, principalement de Suède et de Finlande. 

## Histoire
Le skweee mêle lignes de basses et mélodies de synthétiseurs simples avec des rythmes de type funk, RnB ou soul ce qui lui vaut d’être parfois appelé funk synthétique scandinave, conflict RnB, ou encore kebab crunk. Le nom skweee, inventé par Daniel Savio, l’un des artistes pionniers du genre, fait référence à l’extraction (squeeze out) des sons les plus intéressants possibles des synthétiseurs vintages bon marché,,.
Les figures centrales du skweee sont les labels Flogsta Danshall (Suède) et Harmönia (Finlande). Depuis 2008, des labels se développent à l'international comme notamment Mazout (France), Dødpop (Norvège), Mässy (Finlande), Myor (Pays-Bas), Donky Pitch (Royaume-Uni), Lo-Fi Funk (Espagne), Titched, Losonofono et Poisonous Gases. Le skweee gagne en popularité grâce aux albums de Eero Johannes publiés par le label britannique Planet Mu,, et de la compilation Skweee Tooth sur Ramp Recordings. La prestation des huit artistes skweee invités au festival Sonar 2008 a aussi beaucoup contribué à faire connaitre cette scène en dehors des frontières nordiques. Skweeelicious, un blogue consacré au skweee ainsi que le site communautaire Nation of Skweee ont été déterminants dans le rayonnement du skweee et dans sa mise à disposition auprès du public international.
Le skweee échange des influences évidentes avec certaines variantes du dubstep et du hip-hop comme celles de Purple Wow Sound, Aquacrunk, Wonky, Beat, et Modern Funk. Des producteurs comme Zomby, Rusko, Rustie, Ikonika, Joker, Gemmy ou Jamie Vex’d qui, parmi d’autres, intègrent des éléments du son, ce qui donne lieu à d’intéressantes expérimentations aux franges du dubstep, du hip-hop et du skweee.